# Lengyel Gizi
Lengyel Gizi (Nagyvárad, 1903. november 1. – Budapest, 1984. augusztus 3.) magyar színésznő.

## Életpályája
Színészi pályája Nagyváradon indult 1921-től, majd Jób Dániel hívására Budapestre a Vígszínházhoz szerződött. Rövid ideig a Belvárosi Színház színésznője volt, majd Salamon Béla tanácsára 1927-től a Terézkörúti Színpad komikája lett. 1937-től a Royal Színházban szerepelt. 1941-ben a Kamara Varietében, 1943–44-ben az Új Magyar Színházban játszott. A második világháború után a Művész Színház tagja volt, 1949-től a Kamara Varieté, a Fővárosi Víg Színház és a Budapest Varieté műsoraiban lépett fel.

## Magánélete
Házastársa Dénes György színész volt, akivel 1934. május 8-án Budapesten kötött házasságot. Élete utolsó éveit a Jászai Mari Színészotthonban töltötte.

## Színházi szerepeiből
- Vaszary Gábor: Udvarolni felesleges... Kári
- Siegfried Geyer – Rudolf Katscher: Gyertyafénynél... Vali
- Jean de Létraz: Pillanatfelvétel... Colette
- Fjodor Mihajlovics Dosztojevszkij: Bűn és bűnhődés... Dárja, kerítőnő
- Nóti Károly: Lepsénynél még megvolt... Nagyságos asszony
- Noël Coward: Vidám kísértet... Mrs. Bradman
- Gádor Béla: Urak, költők, gyilkosok ... Mrs. Sween
- Kovács Dénes – Nádassy László – Vajda Albert: Címe: ismeretlen... Vevő
- Kihúzzuk a lutrit (varieté összeállítás)... szereplő
- Mindenki a fedélzetre (zenés műsor)... szereplő
- Pesti körút (kabaré összeállítás)... szereplő

## Filmjei
- Köszönöm, hogy elgázolt (1935) – Ferenc szobalány vendége
- Hetenként egyszer láthatom (1937) – Dr. Szabó Elek főorvos felesége
- Úrilány szobát keres (1937) – Dénes Jolán,  Dr. Lukács Sándor ügyvéd felesége
- Zárt tárgyalás (1940) – vendég
- Gyanú (1944) – Klári, Katalin barátnője